# Sojuz TMA-02M
Sojuz TMA-02M – misja statku kosmicznego Sojuza, która wyniosła na Międzynarodową Stację Kosmiczną (ISS) 28 stałą załogę stacji. Była to 110 misja statku Sojuz od rozpoczęcia programu w 1967 r.

## Załoga

### Podstawowa
- Siergiej Wołkow (2) - dowódca (Rosja)
- Satoshi Furukawa (1) - inżynier pokładowy (Japonia)
- Michael Fossum (3) - inżynier pokładowy (USA)

### Rezerwowa
- Oleg Kononienko (2) – dowódca (Rosja)
- André Kuipers (2) – inżynier pokładowy (Holandia)
- Donald Pettit (3) – inżynier pokładowy (USA)